# Nikolaus Knupfer

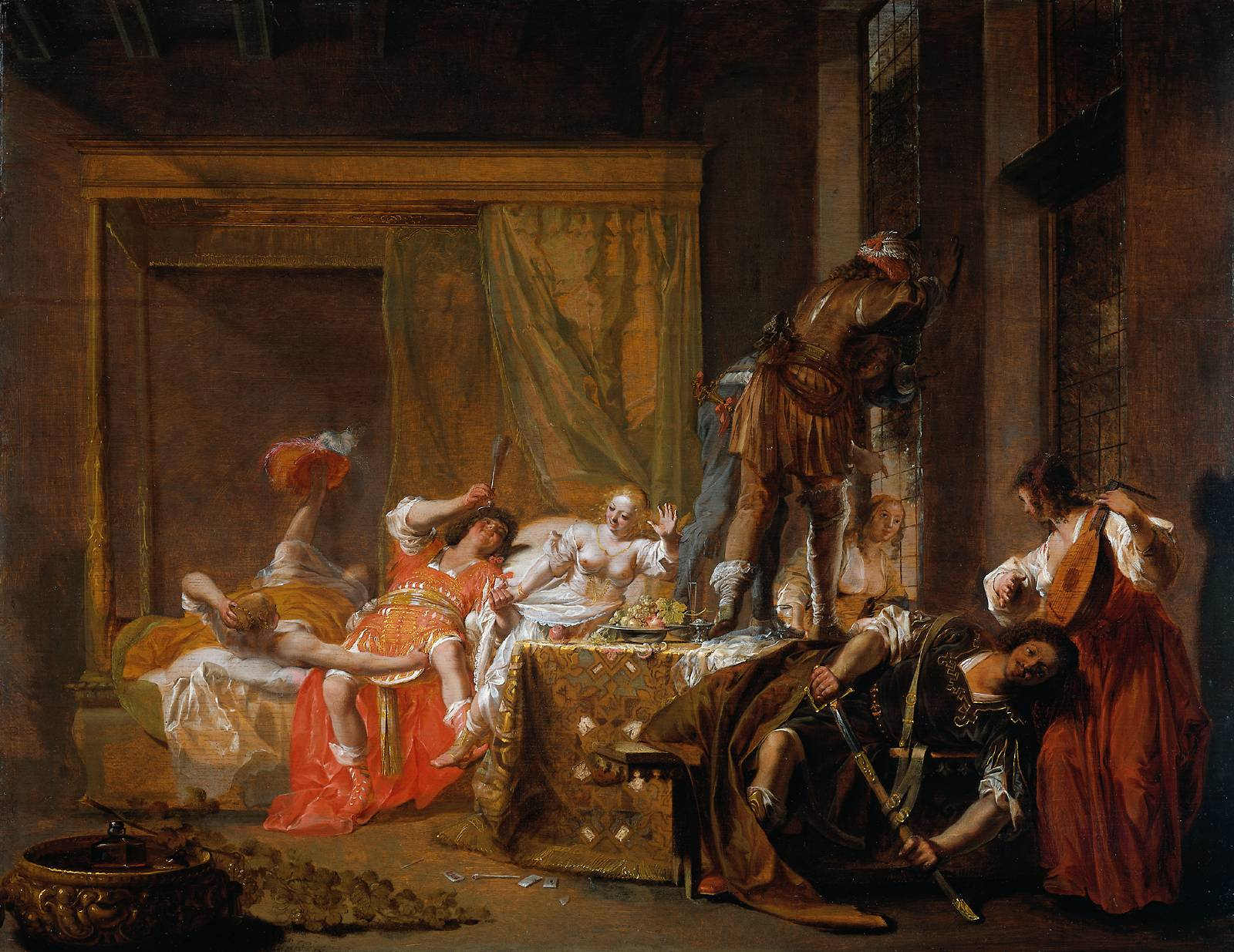
Nicolaus Knupfer, Scena w domu publicznym (ok. 1650)

Nicolaus Knupfer lub Nicolaes Knüpfer (ur. ok. 1609 w Lipsku, zm. w 1655 w Utrechcie) – holenderski malarz i rysownik okresu baroku pochodzenia niemieckiego.
Uczył się w Lipsku u Emmanuela Nyssego. Potem wytwarzał pędzle i malował obrazy w Magdeburgu. W wieku 26 lat wyjechał do Utrechtu, trafiając do pracowni Abrahama Bloemaerta. W 1637 wstąpił do tamtejszej gildii św. Łukasza.
Malował niewielkie obrazy o tematyce mitologicznej, alegorycznej, religijnej i rodzajowej. Współpracował z pejzażystami i animalistami (m.in. Willem de Heusch, Jan Both, Jan Baptist Weenix).
Jego uczniem był prawdopodobnie  Jan Steen.

## Wybrane dzieła
- Chrystus przed Herodem –  46 × 61 cm, Muzeum Sztuk Pięknych w Budapeszcie
- Krajobraz z Merkurym i Argosem, –  ok. 1650, 108 × 88 cm, Kunsthistorisches Museum, Wiedeń
- Królowa Saby przed Salomonem –  1640-50, 74 × 81 cm, Ermitaż, Sankt Petersburg
- Noc poślubna Tobiasza i Sary –  1654, 29 × 24.5 cm, Centraal Museum, Utrecht
- Pogoń za przyjemnością –  1651, 44 × 55 cm, Staatliches Museum, Schwerin
- Scena w domu publicznym –  ok. 1650, 60 × 74.5 cm, Rijksmuseum, Amsterdam
- Solan przed Krezusem –  1650-52, 59 × 87,5 cm, J. Paul Getty Museum, Malibu
- Śmierć Sofonisby –  Museum der Bildende Kuenste, Lipsk
- Wskrzeszenie Łazarza –  30 × 32 cm, Staatliche Galerie, Dessau
- Zorobabel i Dariusz –  1653, 80,5 × 67 cm, Ermitaż, Sankt Petersburg